# Смірнов Анатолій Євгенович
Анатолій Євгенович Смірнов (рос. Анатолий Евгеньевич Смирнов; нар. 1936, Москва, РРФСР) — радянський футболіст та тренер, виступав на позиції нападника. Провів понад сто матчів у Першій лізі СРСР. Майстер спорту СРСР.

## Кар'єра гравця
Розпочав кар'єру футболіста у севастопольському клубі «Будинку офіцерів флоту», який виступав у чемпіонаті Української РСР 1956 року. Наступного року команда почала представляти місто у Першій лізі СРСР. У 1958 році команда змінила назву на Спортивний клуб Чорноморського флоту. Цього ж року команда посіла перше місце у своїй зональній групі, а в фіналі — третє місце. Бронзові нагороди стали найбільшим здобутком команди за всю її історію. Смірнов відзначився тоді 13-ма голами і став другим бомбардиром клубу цього сезону після Володимира Буцького.
Разом із командою дійшов до 1/8 фіналу Кубку СРСР у 1964 році, тоді севастопольці поступилися московському ЦСКА у додатковий час (1:2). Свій останній сезон як гравець провів у 1966 році, при цьому був граючим тренером команди.
Загалом за СКЧФ провів понад двісті матчів.

## Кар'єра тренера
Смирнов тренував команду при СКЧФ, яка виступала в чемпіонаті Севастополя та Криму, де грали Сергій Філіпповський, Анатолій Солодовников та Віктор Прожога. Тривалий період часу залишався дитячим тренером, серед його вихованців був Євген Репенков. Анатолій тренував дітей у команді «Хвиля» та керував проведенням міських змагань на призи клубу «Шкіряний м'яч», в якому брало участь близько 150 дитячих команд. Разом із Василем Кучеренком збирав команду для участі у дитячому турнірі для міст-героїв у Ленінграді. Серед підопічних Смирнова тоді був Віктор Юров. 1971 року був тренером у севастопольському «Авангарді».
Пізніше повернувся на батьківщину, до Москви.

## Статистика виступів
| Сезон | Клуб              | Ліга            | Чемпіонат | Чемпіонат | Кубок | Кубок |
| Сезон | Клуб              | Ліга            | Матчі     | Голи      | Матчі | Голи  |
| ----- | ----------------- | --------------- | --------- | --------- | ----- | ----- |
| 1956  | СКФ (Севастополь) | Чемпіонат УРСР  | 6         | 5         |       |       |
| 1957  | СКФ (Севастополь) | Перша ліга СРСР | 28        | 5         | 2     | 0     |
| 1958  | СКФ (Севастополь) | Перша ліга СРСР | 35        | 13        | 2     | 1     |
| 1959  | СКФ (Севастополь) | Перша ліга СРСР | 28        | 7         | 2     | 1     |
| 1960  | СКФ (Севастополь) | Перша ліга СРСР | 36        | 9         |       |       |
| 1961  | СКФ (Севастополь) | Перша ліга СРСР | 36        | 7         | 2     | 1     |
| 1962  | СКФ (Севастополь) | Перша ліга СРСР | 22        | 5         | 1     | 0     |
| 1963  | СКФ (Севастополь) | Друга ліга СРСР | 36        | 5         | 4     | 2     |
| 1964  | СКФ (Севастополь) | Друга ліга СРСР | 30        | 6         | 5     | 1     |
| 1965  | СКФ (Севастополь) | Друга ліга СРСР | 14        | 2         | 3     | 0     |
| 1966  | СКФ (Севастополь) | Друга ліга СРСР | 13        | 1         |       |       |

## Досягнення
- Перша ліга СРСР
  -  Бронзовий призер (1): 1958